# زندگی مخفی: جفری دامر
زندگی مخفی: جفری دامر (انگلیسی: The Secret Life: Jeffrey Dahmer) یک فیلم آمریکایی کم‌هزینه در ژانر درام، جنایی و زندگی‌نامه‌ای، به کارگردانی دیوید آر. بوون است که در سال ۱۹۹۳ منتشر شد. در این فیلم، کارل کرو در نقش جفری دامر، قاتل زنجیره‌ای، مرده‌دوست و آدم‌خوار آمریکایی بازی می‌کند.
این فیلم یک سال پیش از قتل دامر در زندان، تولید شد.

## تولید
این فیلم از مه تا ژوئیه ۱۹۹۲ فیلم‌برداری شد.